# Paramombasius pubicollis
Paramombasius pubicollis là một loài bọ cánh cứng trong họ Cerambycidae.